# Rance (Célé)
Die Rance ist ein Fluss in Frankreich, der im Département Cantal in der Region Auvergne-Rhône-Alpes verläuft. Sie entspringt an der Gemeindegrenze von Marcolès und Sansac-Veinazès, entwässert generell in südwestlicher Richtung und mündet nach 36 Kilometern im Gemeindegebiet von Maurs als rechter Nebenfluss in den Célé.

## Orte am Fluss
(Reihenfolge in Fließrichtung)
- Moulin de Labouygue, Gemeinde Marcolès
- Muratet, Gemeinde Vitrac
- Entraygues, Gemeinde Boisset
- Saint-Étienne-de-Maurs
- Maurs

## Sehenswürdigkeiten
- Wasserfall Trou du Diable
- Château d’Entraygues